# 셔캐리 리처드슨
셔캐리 리처드슨(영어: Sha'Carri Richardson, 영어 발음: /ʃə.ˈkæɹ.i ˈɹɪʧ.əɹd.sən/, 2000년 3월 25일~)은 미국의 육상 선수로 주 종목은 단거리 달리기이다. 2024년 하계 올림픽에서 여자 100m 달리기 은메달을 획득했으며 2023년 세계 선수권 대회에서 100m 금메달과 200m 동메달, 400m 계주 금메달을 획득했다.